# ビッグツリーページェント・フェスタ in KORIYAMA
ビッグツリーページェント・フェスタ in KORIYAMA（ビッグツリーページェント・フェスタ イン こおりやま）は、福島県郡山市で毎年冬に行われるイルミネーションイベント。

## 概要
JR郡山駅西口駅前広場に数多く植えられた街路樹や滝などのオブジェをLEDにより電飾する。駅前広場のモニュメント「麓山の滝」や「夢を開くこころの扉～扉の向こうには…笑顔～」もLEDで飾られ、光の回廊やトンネル状になったモニュメントを通り抜けることができる。また、クリスマスやバレンタインデー時期にはビッグアイ内のスペースパークでもイルミネーションのイベントが行われる。
費用は郡山ホテル協会加盟ホテルやイベント会場などに設置された募金箱による募金や、企業からの協賛金でまかなわれる。
点灯期間は、11月最後の週末から翌年2月14日までの2か月半となっている。点灯時間は、17:00 - 23:30（1月後半以降は17:30点灯）。

## 歴史
2000年（平成12年）、郡山青年会議所を中心に実行委員会を組織して開成山公園で開催した「こおりやまビッグ・ツリーページェントIN開成山」が始まり。当時は花火の打ち上げなども行なっていた。
2006年からは会場を郡山駅前に移し、現在の形になった。公式サイトなどでは、この年を第一回として扱っている。
2008年には電球数が10万球、2012年には20万球、2016年には29万球と、年々電球数を増やしている。また、実施エリアの拡大も検討されている。

## 付随するイベント
- 開会式・点灯式 - 初日
- えきなかミュージックコンサート - 期間内に数回
- 新酒まつり - 2月初旬
- エンディングイベント - 最終日

## ギャラリー

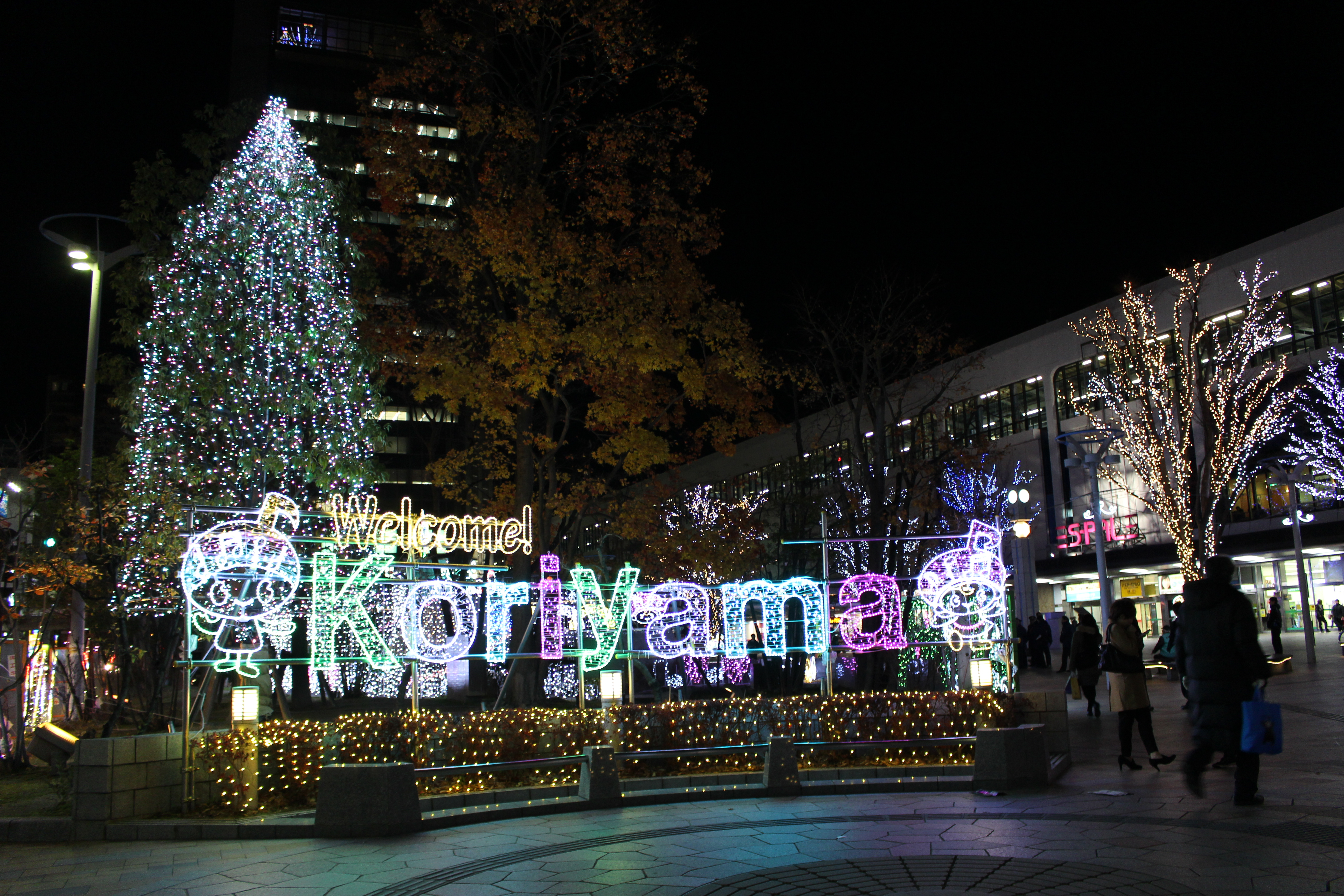
駅前広場入口の電飾
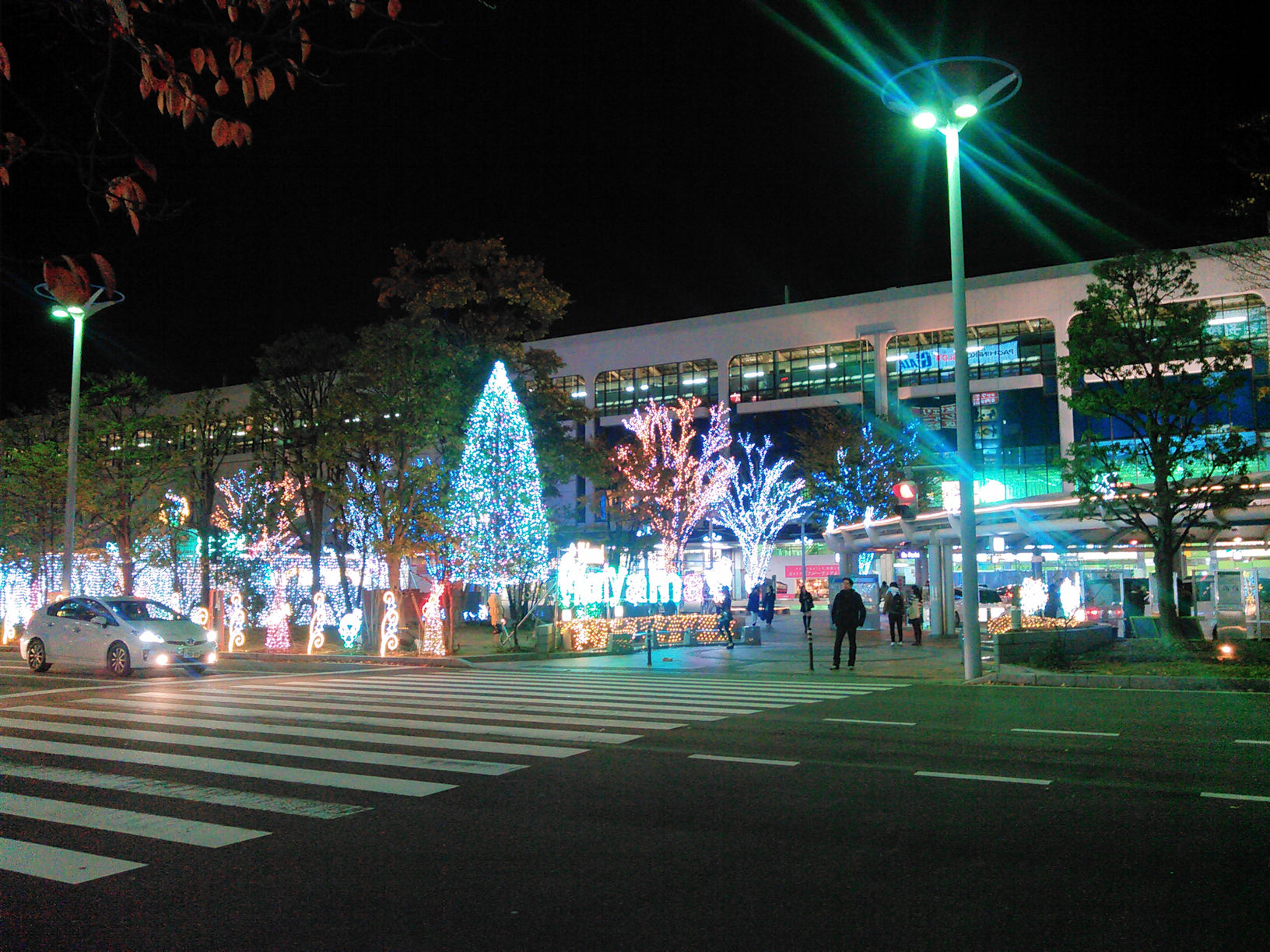
アーケード入口付近から
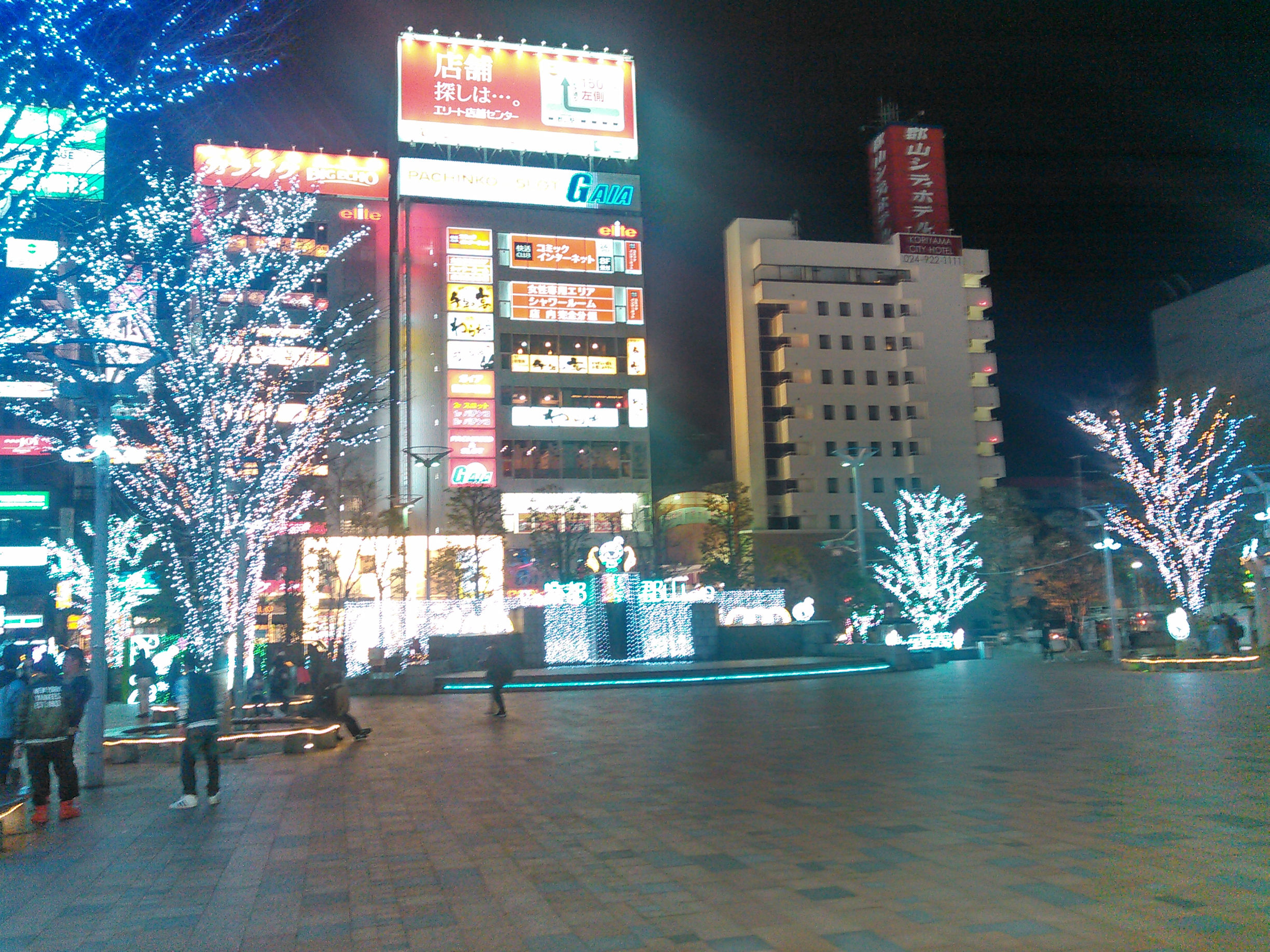
麓山の滝前広場
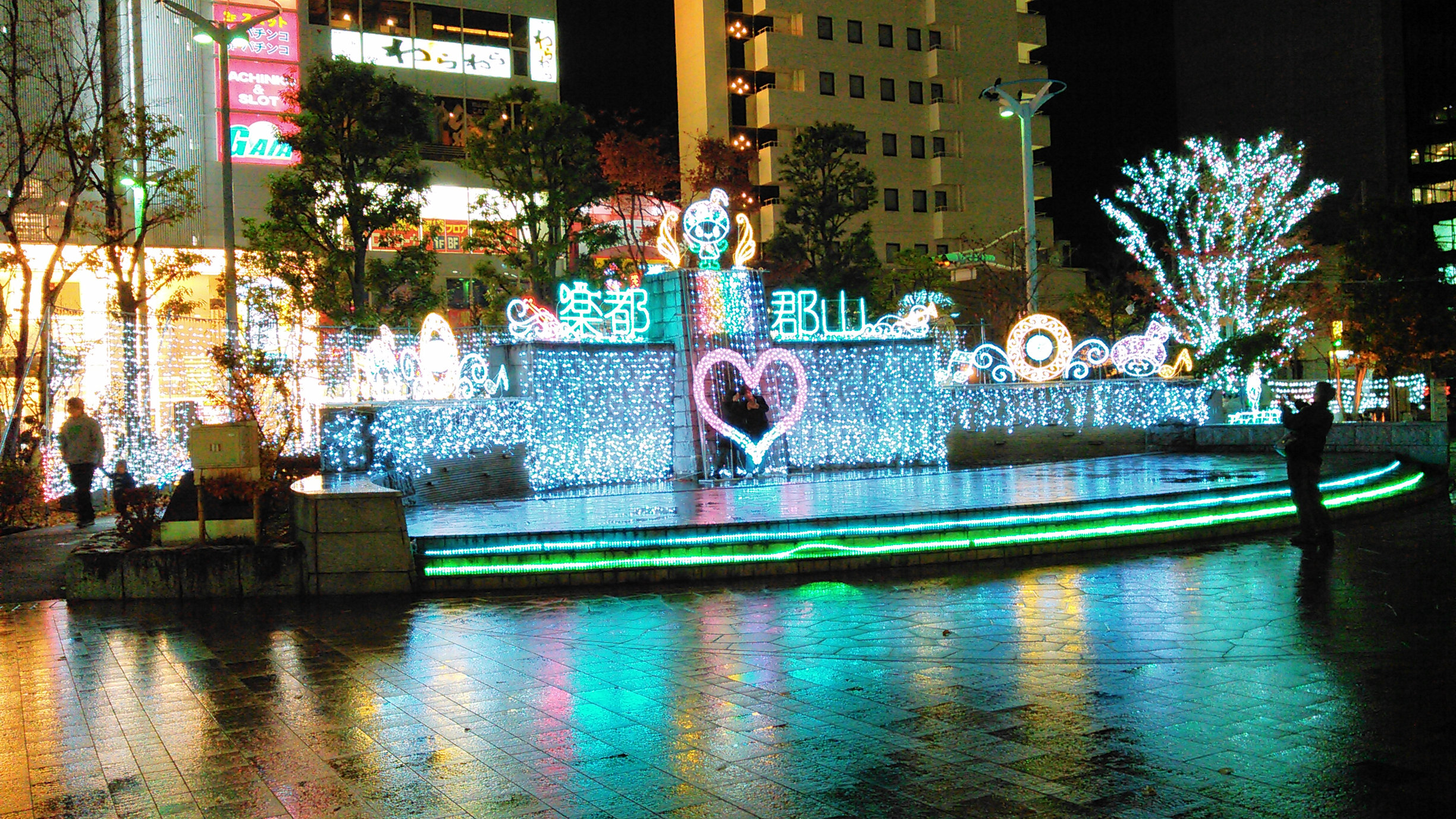
麓山の滝付近
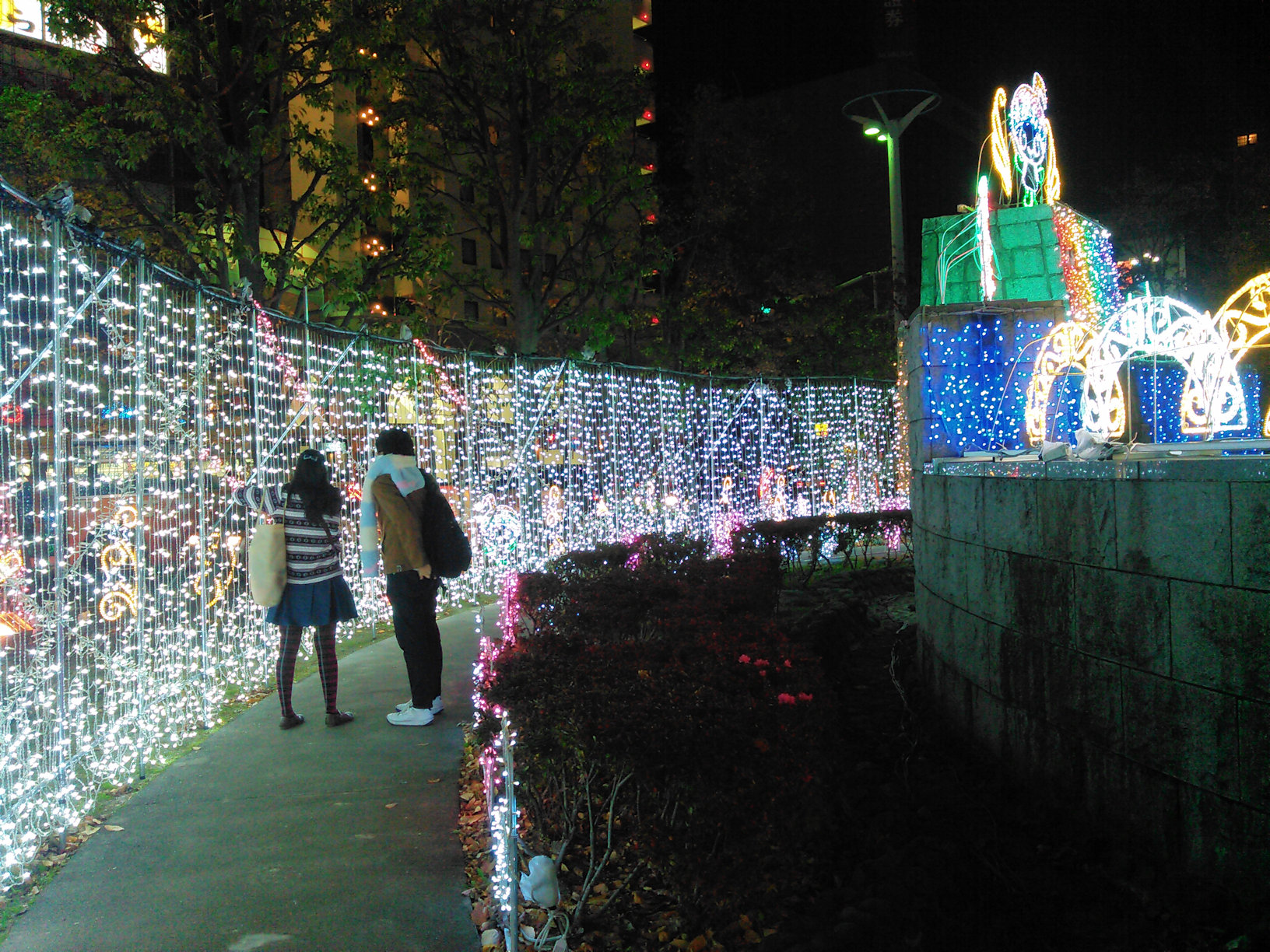
麓山の滝裏の光の回廊
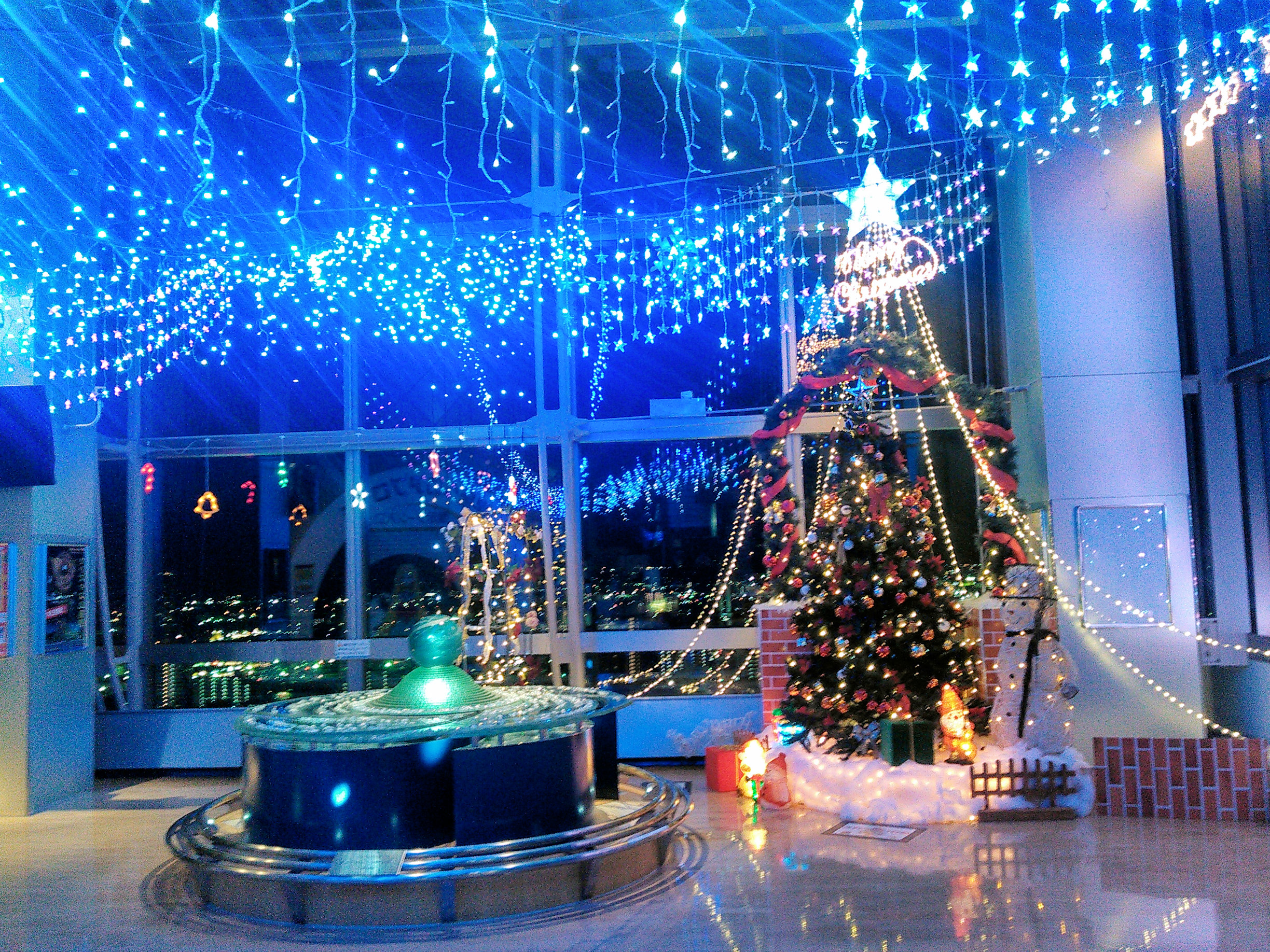
クリスマス時期のビッグアイのイルミネーション
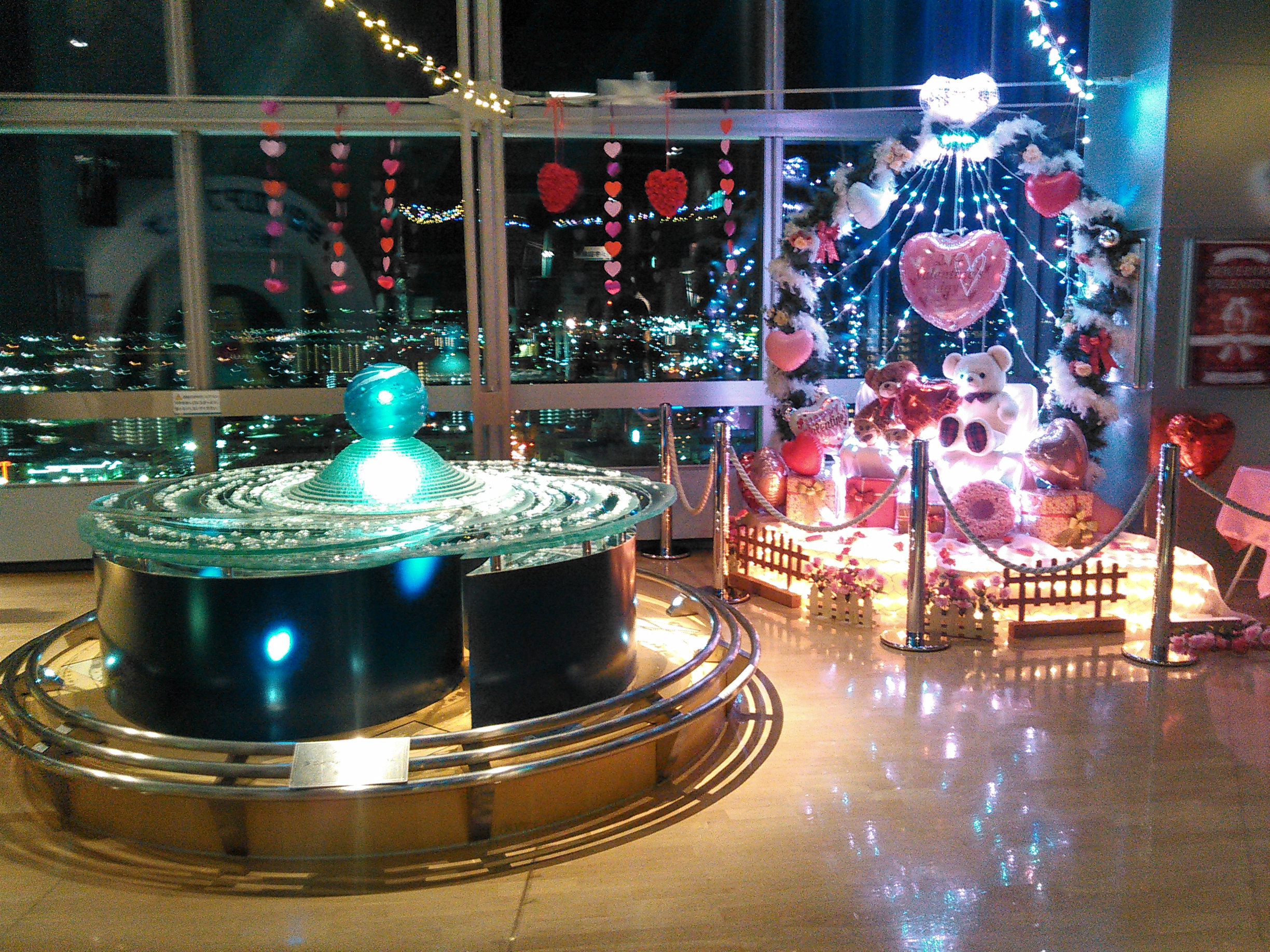
バレンタインデー時期のビッグアイのイルミネーション